# Liechtenstein vasúti közlekedése
Liechtenstein vasútja kicsi: egyetlen, 9,5 km hosszúságú vonalból áll, ami összeköti Ausztriát és Svájcot Liechtensteinen keresztül. A Feldkirch–Buchs-vasútvonal összekapcsolja az ausztriai Feldkirchet, a svájci Buchs-szal. A vonal 15 kV-tal villamosított, normál nyomtávú, akár a szomszédos országok vonalai. Liechtenstein vasútvonalát az osztrák ÖBB üzemelteti.

## Vasútállomásai
A rendszertelenül közlekedő vonatok az alább állomásokat érinti:
|  | - Bahnhof Schaan-Vaduz - Bahnhof Forst Hilti - Bahnhof Nendeln - Bahnhof Schaanwald |

## Vasúti kapcsolata más országokkal
- Ausztria – azonos nyomtáv – azonos áramrendszer
- Svájc – azonos nyomtáv – azonos áramrendszer